# バリー・コービン
レオナード・バリー・コービン（Leonard Barry Corbin、1940年10月16日 - ）は、アメリカ合衆国の俳優。

## 出演作品
- アーバン・カウボーイ（ボブ）
- ウォー・ゲーム（北米防空司令部司令官ジャック・ベリンジャー空軍大将）
- ジョン・キャンディの 迷探偵ハリーにまかせろ?!（P・J・ダウニング）
- ゴースト・パパ（エメリー・コリンズ）
- 新・刑事コロンボ 殺意の斬れ味（クリフォード・カルバート）
- マイ・サイエンス・プロジェクト（リュー・ハーラン）
- クローザー (テレビドラマ)（クレイ・ジョンソン）
- ミッション・ワイルド（バスター・シェイヴァー）

### テレビドラマ
- たどりつけばアラスカ（モーリス・ミニフィールド）
- イエローストーン (ロス)